# Strävdeutzia
Strävdeutzia (Deutzia crenata) är en hortensiaväxtart som beskrevs av Philipp Franz von Siebold och Zucc. Enligt Catalogue of Life ingår Strävdeutzia i släktet deutzior och familjen hortensiaväxter, men enligt Dyntaxa är tillhörigheten istället släktet deutzior och familjen hortensiaväxter. Arten förekommer tillfälligt i Sverige, men reproducerar sig inte. Utöver nominatformen finns också underarten D. c. heterotricha.

## Bildgalleri

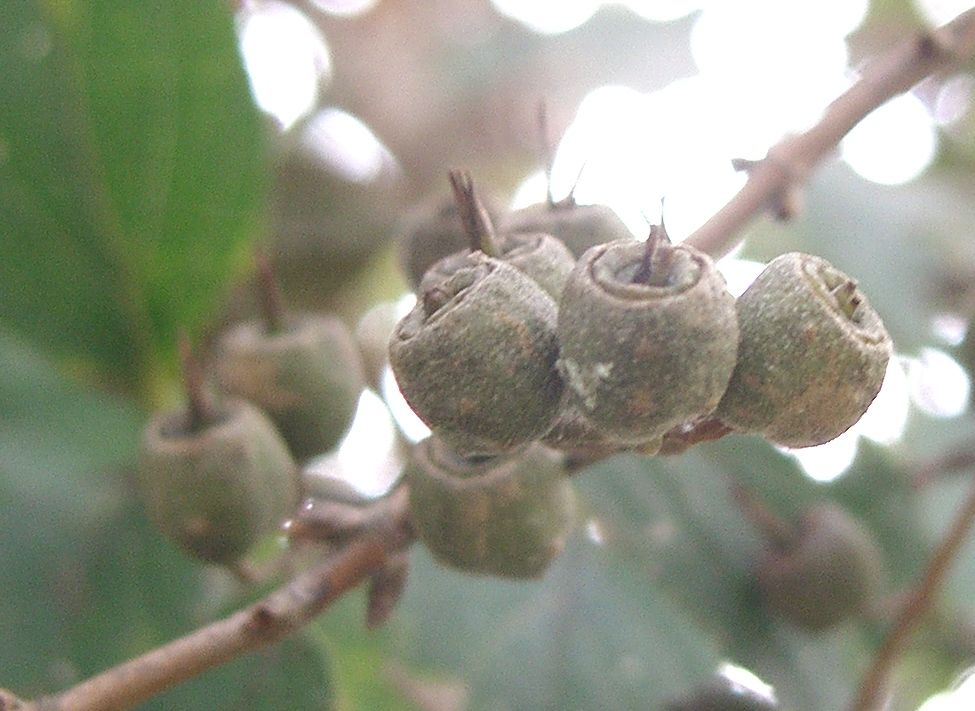
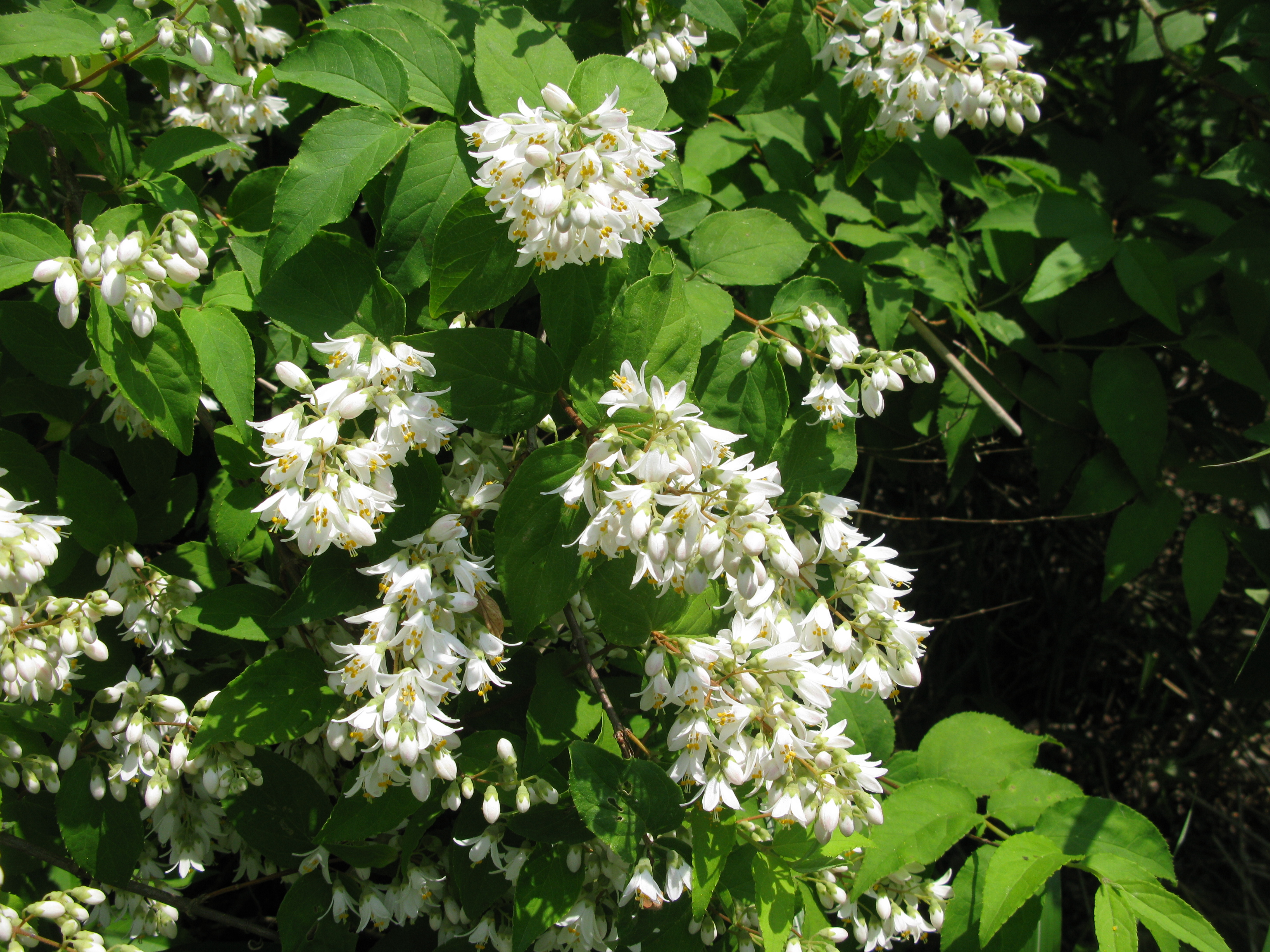
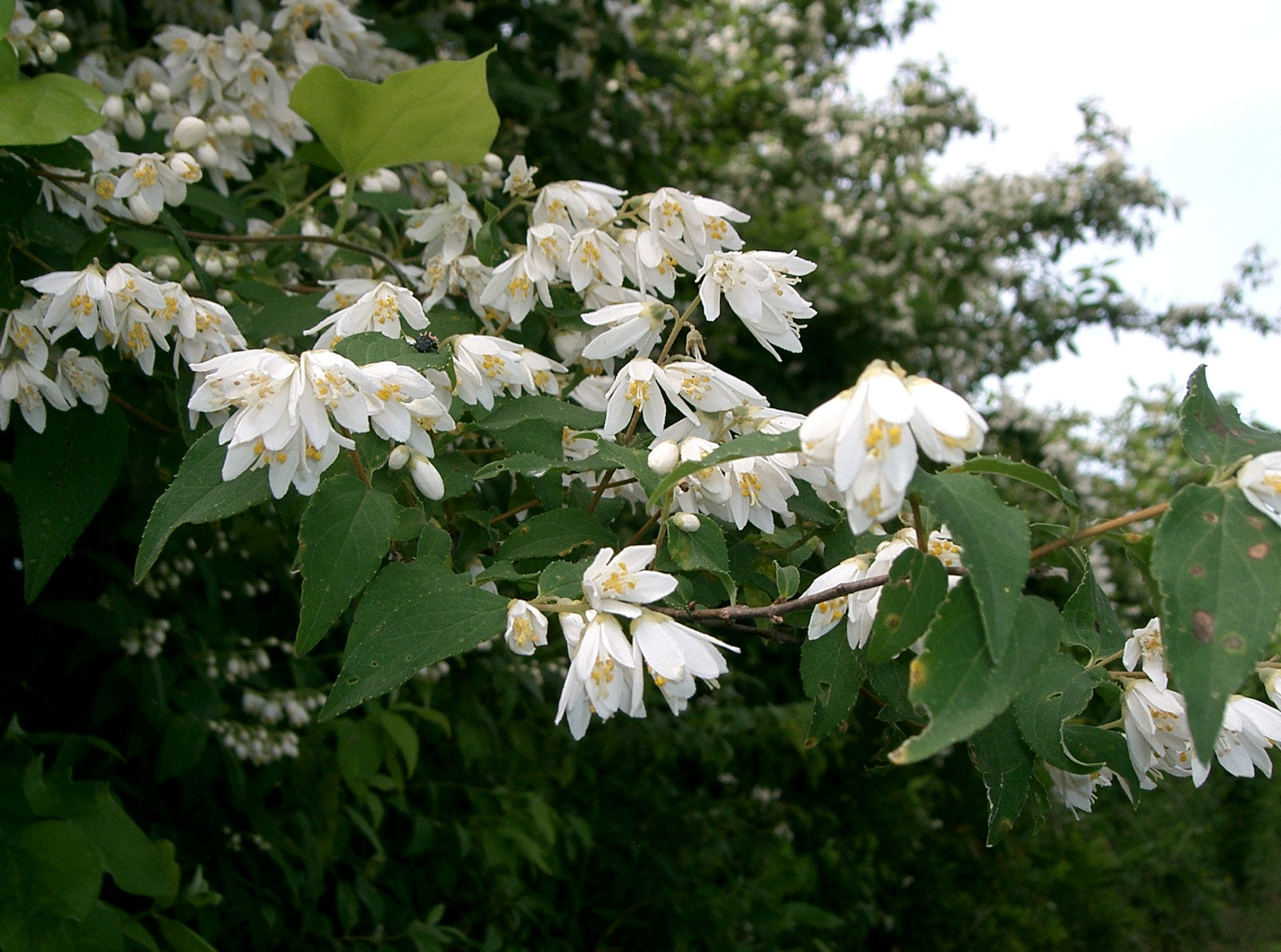
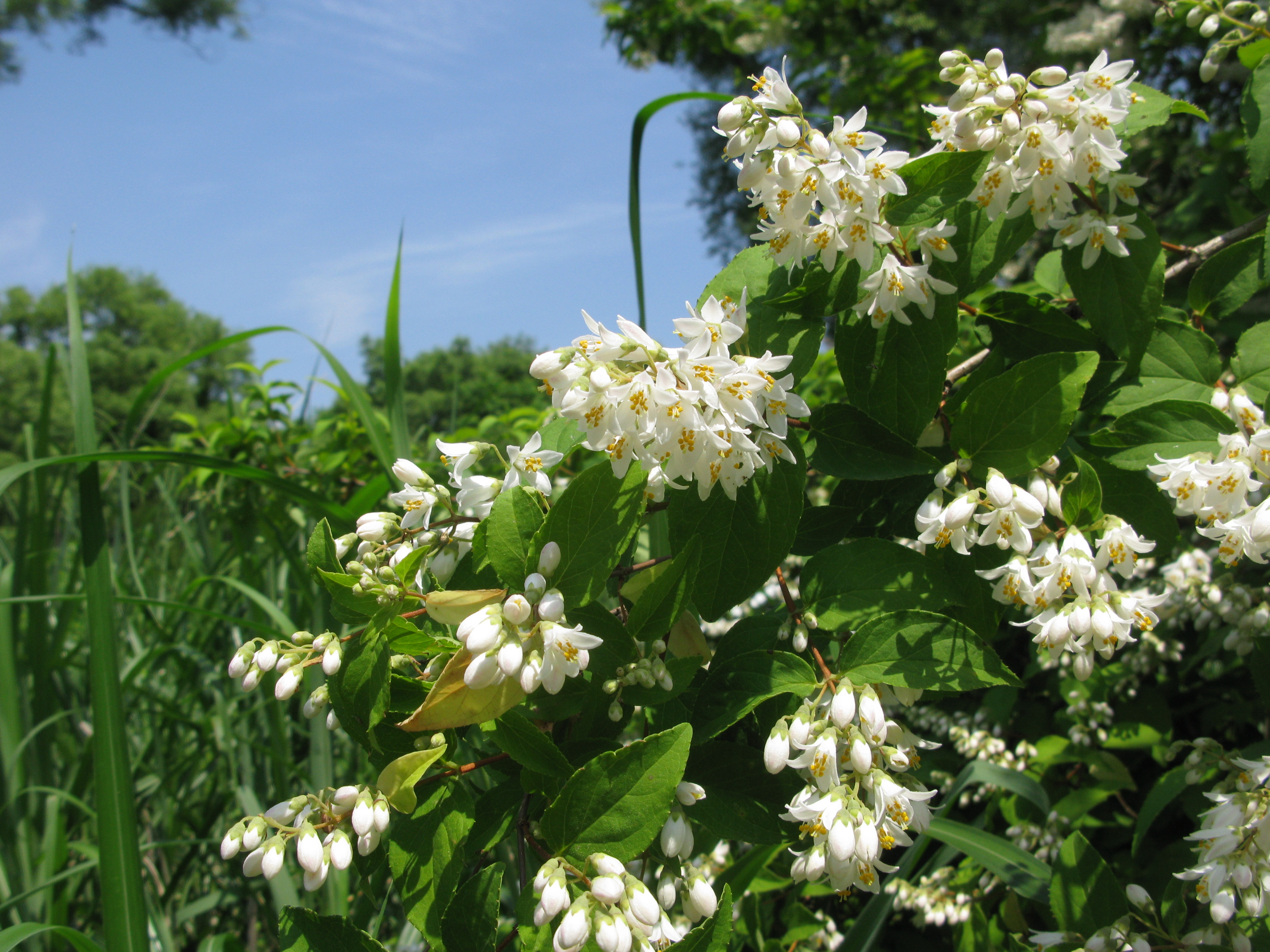
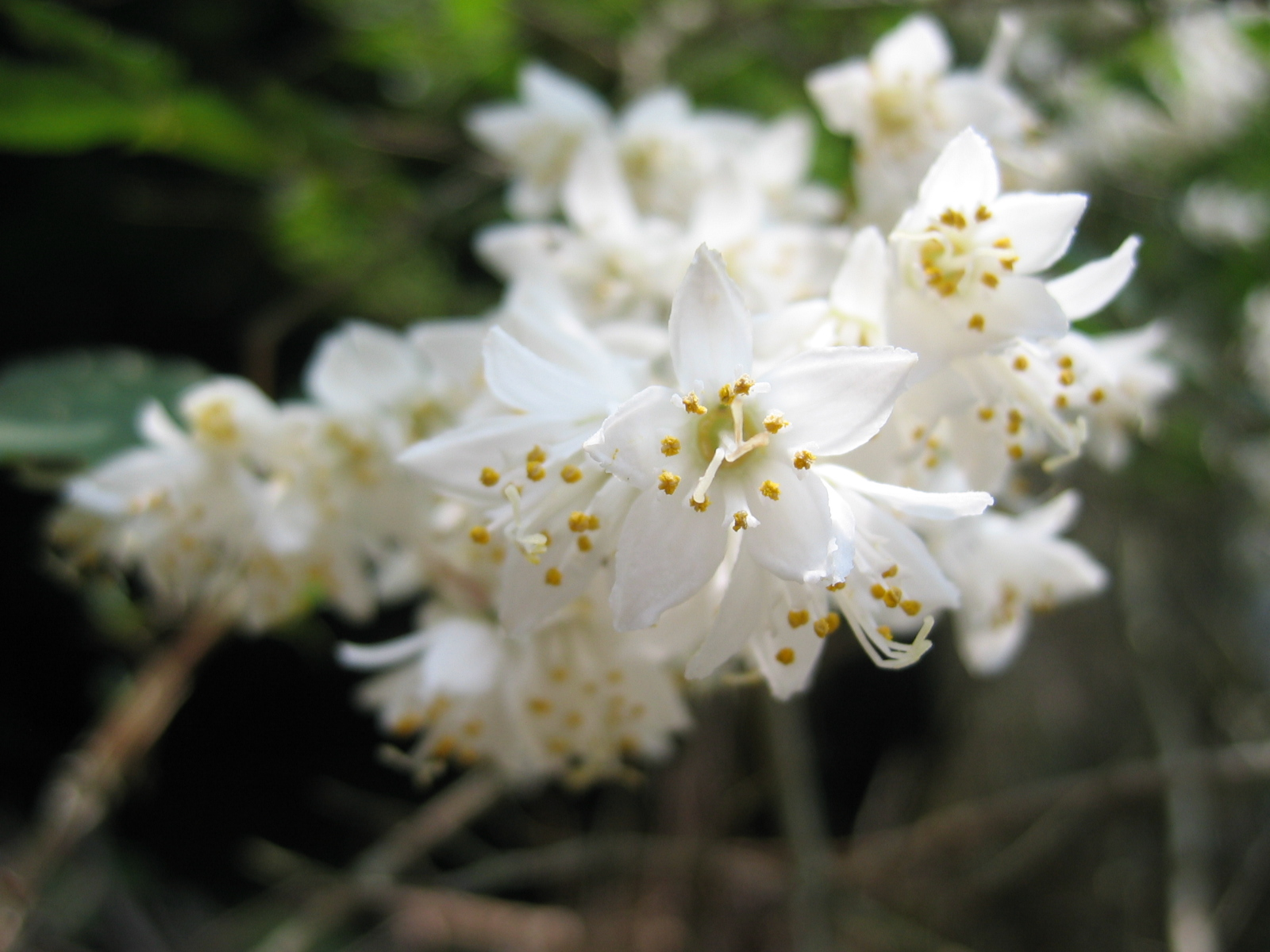
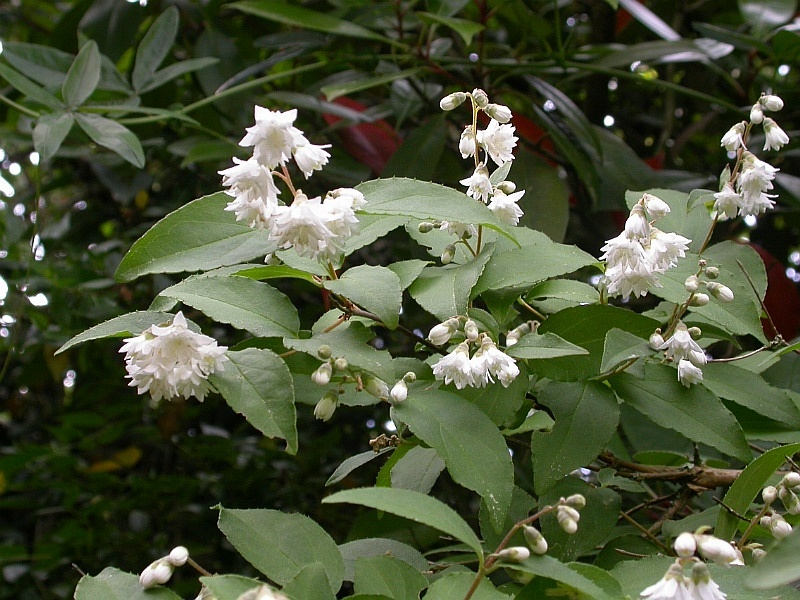